# Distrikt Piscoyacu
Der Distrikt Piscoyacu liegt in der Provinz Huallaga in der Region San Martín in Nordzentral-Peru. Der Distrikt wurde am 14. Juni 1940 gegründet. Er besitzt eine Fläche von 180 km². Beim Zensus 2017 wurden 4472 Einwohner gezählt. Im Jahr 1993 lag die Einwohnerzahl bei 2880, im Jahr 2007 bei 3531. Sitz der Distriktverwaltung ist die 304 m hoch gelegene Kleinstadt Piscoyacu mit 2197 Einwohnern (Stand 2017). Piscoyacu befindet sich 5 km südlich der Provinzhauptstadt Saposoa.

## Geographische Lage
Der Distrikt Piscoyacu liegt am rechten Flussufer des nach Süden fließenden Río Saposoa im Südwesten der Provinz Huallaga. Zwei Höhenrücken durchziehen das Areal in Nord-Süd-Richtung. Der zentrale Bereich des Distrikts wird nach Süden über den Río Sacanche entwässert. Der äußerste Westen liegt im Einzugsgebiet des Río Pachicilla, einem linken Nebenfluss des Río Huayabamba.
Der Distrikt Piscoyacu grenzt im Südwesten und im Westen an die Distrikte Juanjuí und Pachiza (beide in der Provinz Mariscal Cáceres), im Norden an den Distrikt Saposoa, im Osten an den Distrikt El Eslabón sowie im Süden an den Distrikt Sacanche.

## Ortschaften
Im Distrikt gibt es neben dem Hauptort folgende größere Ortschaften:
- Collpa (426 Einwohner)
- El Progreso (340 Einwohner)
- José Olaya (229 Einwohner)
- Nuevo Sacanche (471 Einwohner)
- Santa Rosa (237 Einwohner)